# 1659

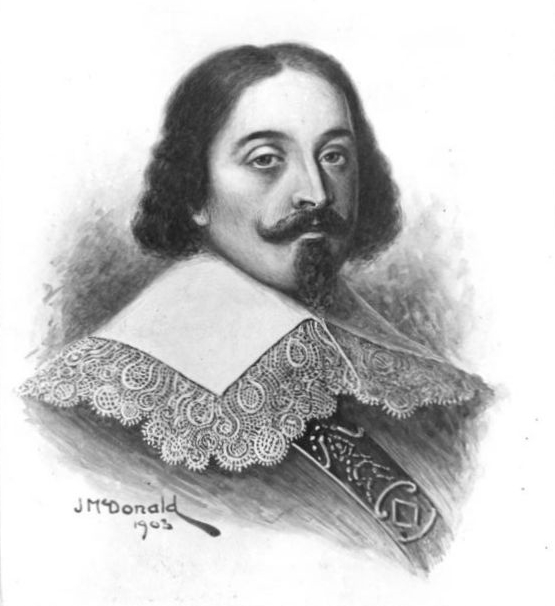
Abel Tasman

Het jaar 1659 is het 59e jaar in de 17e eeuw volgens de christelijke jaartelling.

## Gebeurtenissen
mei

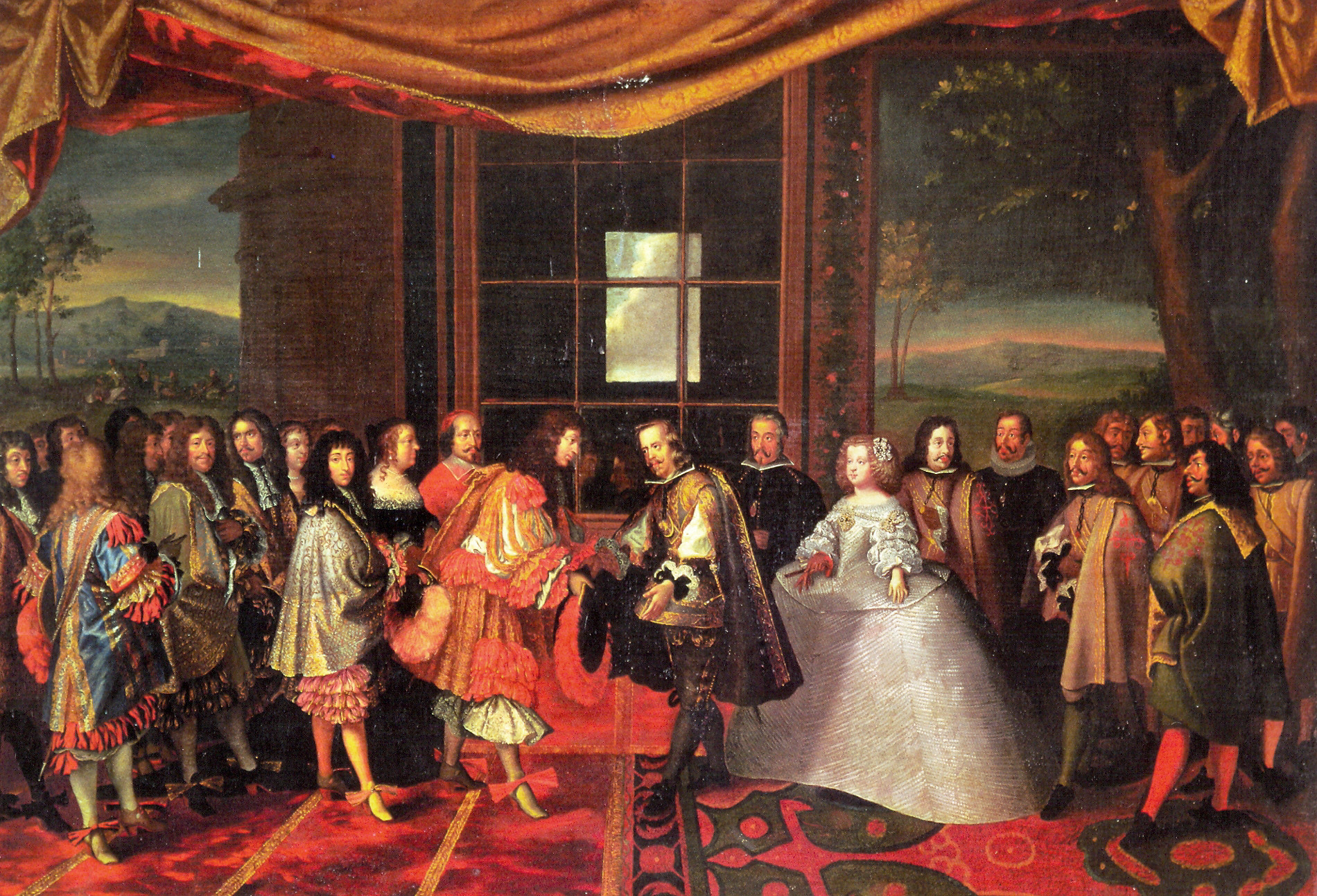
Lodewijk XIV van Frankrijk en Filip IV van Spanje op Fazanteneiland op 7 november 1659.

- 8 - Bergschenhoek wordt door een grote ramp getroffen. Alle vierenveertig huizen branden in anderhalf uur tijds volledig af. Er worden onder andere in Rotterdam en Hillegersberg collectes gehouden ten bate van de slachtoffers van deze brand.

juli
- 6 – In Groningen trouwen prinses Henriëtte Catharina van Nassau en vorst Johan George II van Anhalt-Dessau. Dit is het enige vorstelijke huwelijk dat werd voltrokken in Groningen.

september
- 20 – Een drankincident vormt de aanleiding tot het uitbreken van de Esopus-oorlogen tussen de Hollandse kolonisten van Wiltwijck en de Lenape-indianen.
- 24 – Gerhard Wildervanck legt de eerste steen van de Gereformeerde Kerk van Wildervanck.

november
- 9 – Frankrijk en Spanje, in oorlog sinds 1635, sluiten de Vrede van de Pyreneeën. In ruil voor vrede ziet koning Filips IV van Spanje af van zijn rechten op de landen en steden aangesloten bij de Unie van Atrecht: Artesië, de graafschappen Bonen en Henegouwen en delen van Vlaanderen (onder meer Duinkerke); verder delen van Luxemburg en Lotharingen en diverse heerlijkheden in Languedoc. Bovendien komen beide landen een nieuwe grens overeen, waarbij Spanje afstand doet van Roussillon, een deel van Navarra en het noordelijke deel van Cerdagne.
- 28 - Christiaan Huygens brengt het landschap van de planeet Mars in kaart.

zonder datum
- Osebrandt Johan Rengers, heer van Slochteren, laat het Slochterdiep graven voor de afvoer van turf.
- De Engelsen sturen een vloot om de Zweden te steunen in de Vierde Noordse Oorlog. Een tweede Nederlandse vloot onder Michiel de Ruyter wordt erachteraan gestuurd om de Denen te versterken. De Denen gaan in de tegenaanval.
- De broers Johan Lodewijk van Nassau-Ottweiler, Gustaaf Adolf van Nassau-Saarbrücken en Walraad van Nassau-Usingen gaan over tot een verdeling van hun bezittingen. Johan Lodewijk krijgt Ottweiler met Jugenheim en Wöllstein. Gustaaf Adolf krijgt het graafschap Saarbrücken met onderhorigheden. Walraad krijgt de landen van Usingen dat hij vergroot met de verkrijging van de andere helft van het ambt Stockheim.

## Muziek
- Jean-Baptiste Lully componeert het ballet La raillerie

## Beeldende kunst

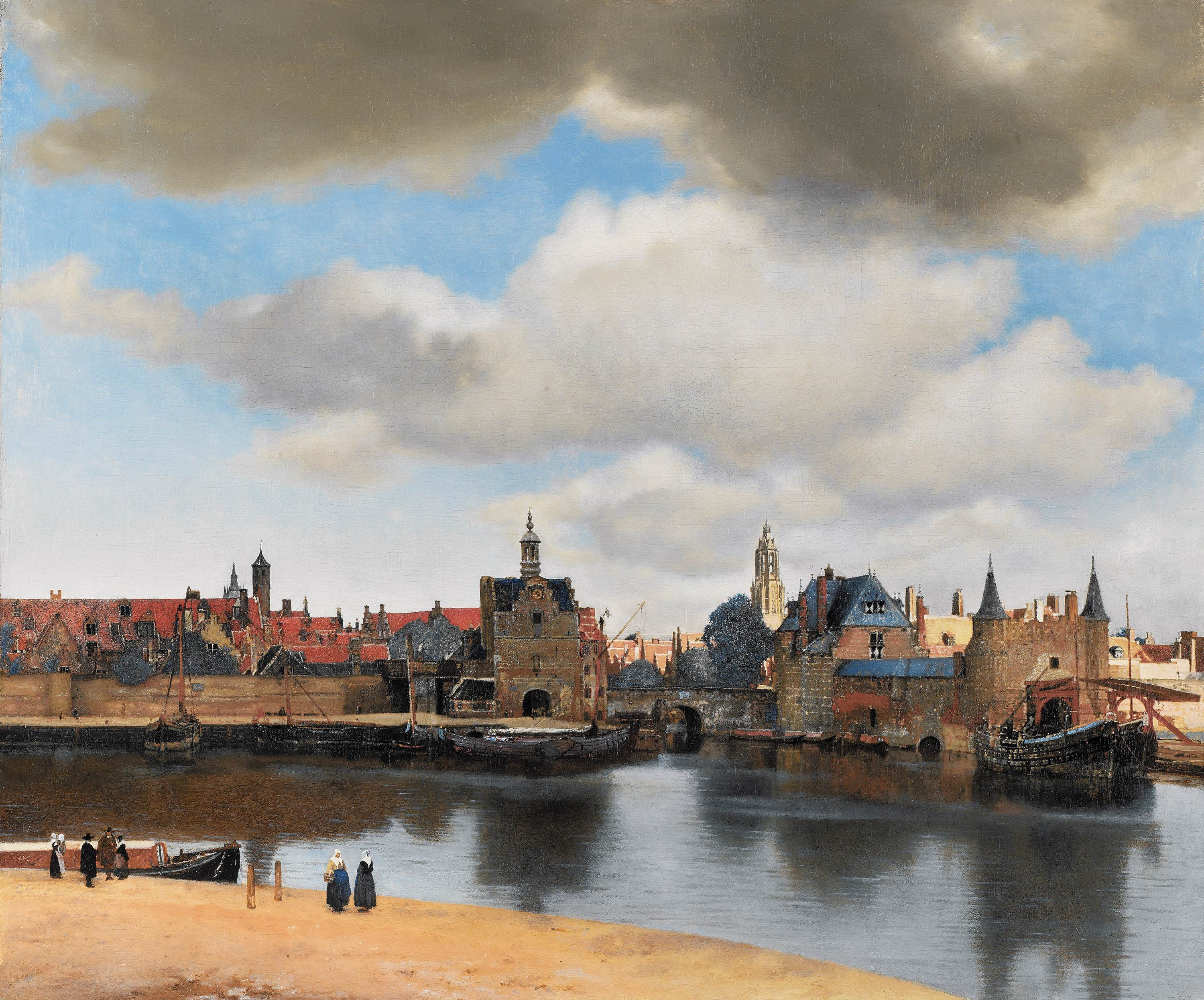
Gezicht op Delft (ca. 1659) Johannes Vermeer, Mauritshuis

## Bouwkunst

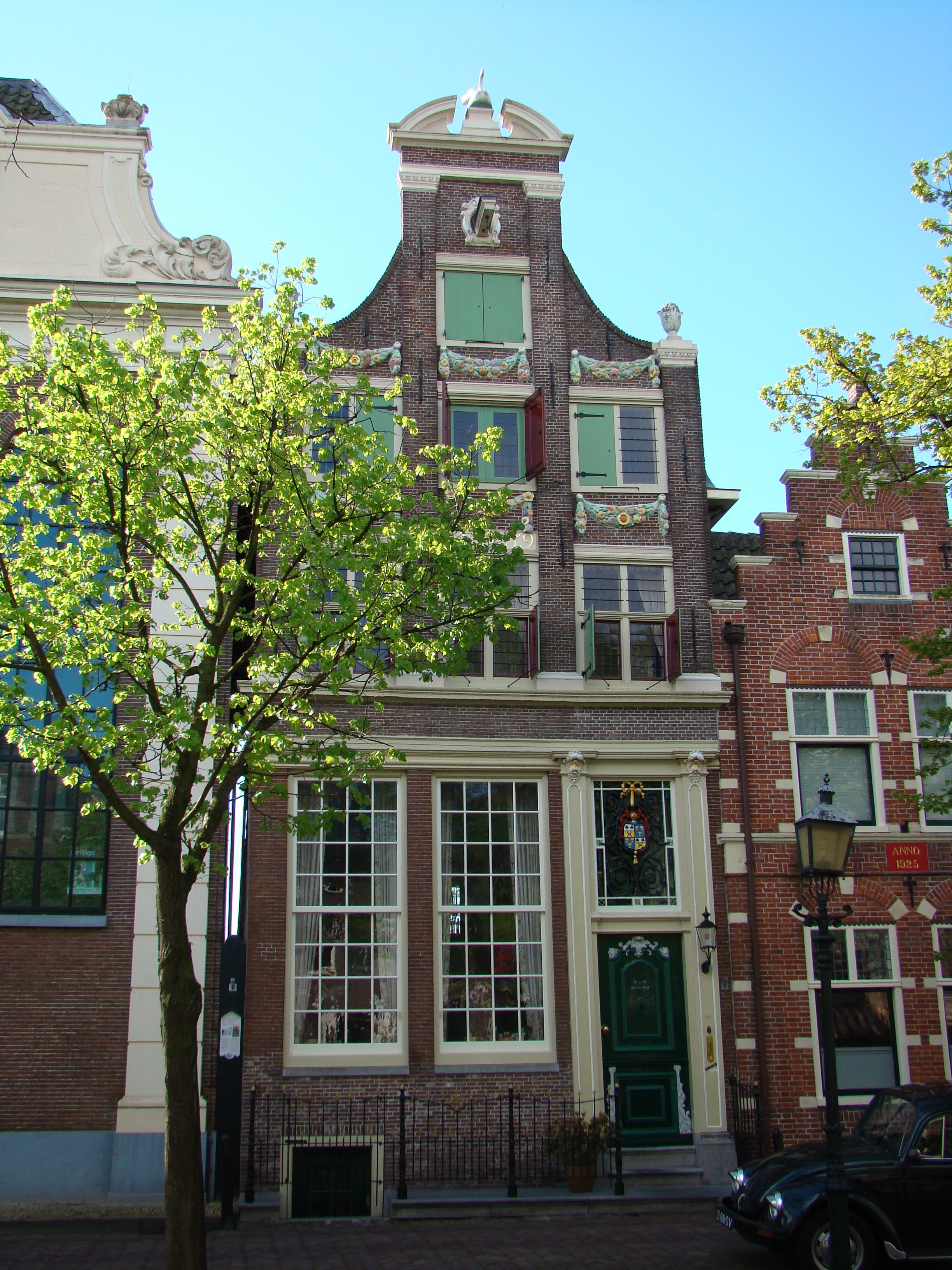
Woonhuis, Edam (1659)
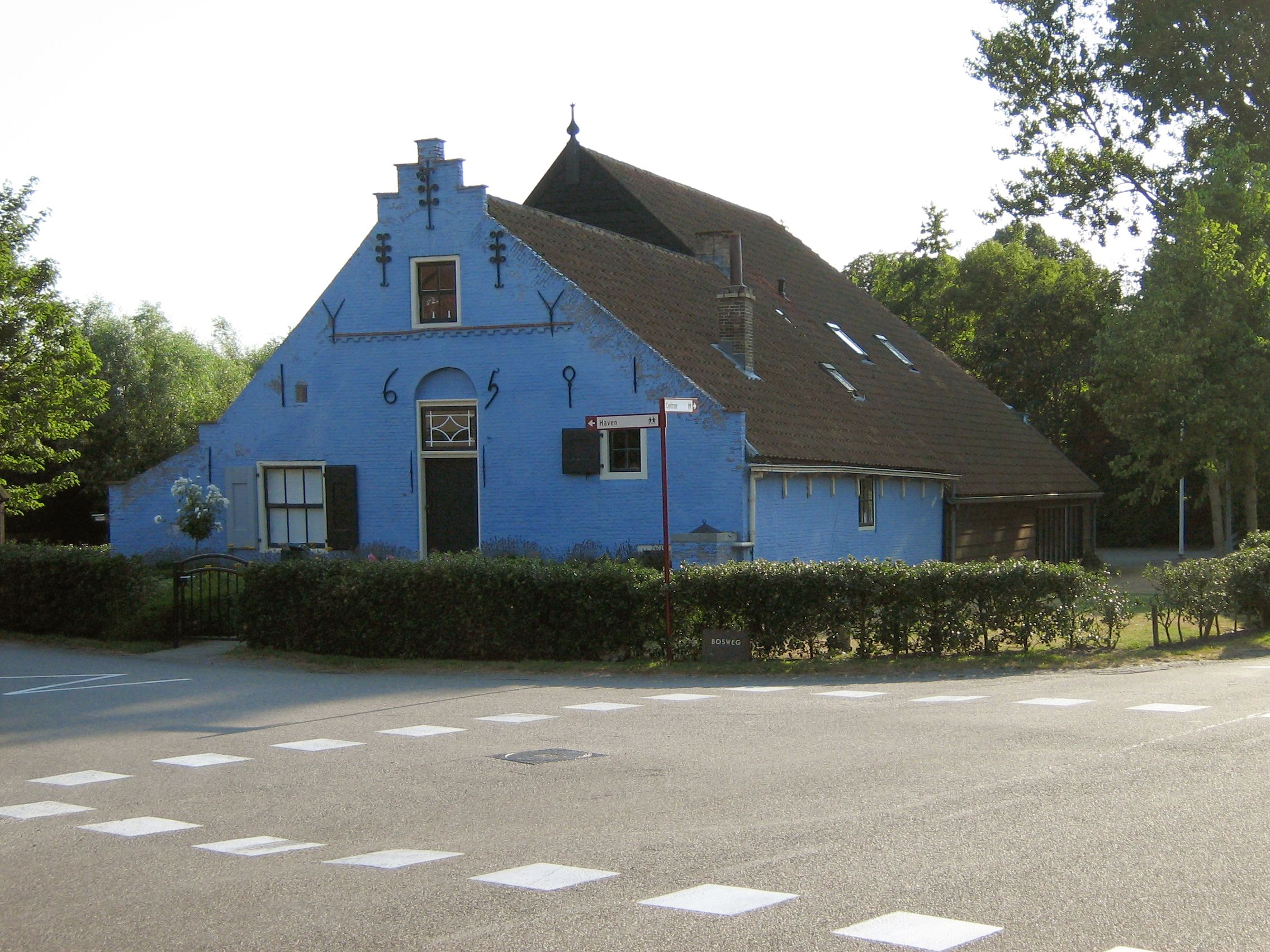
Duinboerderij Blaeuwe Huus Ouddorp (1659)

## Geboren
maart
- 4 – Pierre Lepautre, Frans beeldhouwer (overleden 1744)

september
- 3 - Karel Siegfried van Nassau-Ottweiler, Duits militair (overleden 1679)

datum onbekend
- Nazo Tokhi (Nazo Anaa), Afghaans dichteres en moeder van Mirwais Hotaki (overleden 1717)
- Henry Purcell, Engels componist (overleden 1695)

## Overleden
april
- 15 – Simon Dach (53), Duits dichter

datum onbekend
- Abel Tasman (56), Nederlands ontdekkingsreiziger, naamgever van Tasmanië en het Nationaal park Abel Tasman, nabij Nelson, Nieuw-Zeeland.